# Grand Prix Stanów Zjednoczonych Formuły 1
Grand Prix Stanów Zjednoczonych – wyścig organizowany nieregularnie, w różnych miejscach, od roku 1908. Od sezonu 1959 pojawiał się w kalendarzu Formuły 1 jako eliminacja Mistrzostw Świata.

## Historia
W pierwszych latach istnienia Formuły 1, wyścig Indianapolis 500 był jedną z jej eliminacji. Mimo tego żaden z regularnych kierowców nie pojawiał się tam, wyjątkiem był Alberto Ascari w 1952 r. Dopiero siedem lat później oficjalna eliminacja Formuły 1 w Stanach przyciągnęła liczących się kierowców tego sportu.

### American Grand Prize
Seria American Grand Prize organizowała Grand Prix Stanów Zjednoczonych w 1908 r. i od 1910 do 1916 r.

### Sebring
Rosjanin Alec Ulman zorganizował pierwsze Amerykańskiej Grand Prix Formuły 1. Eliminacja odbyła się na ulicznym torze w Sebring na Florydzie w grudniu 1959 r., jako ostatni wyścig sezonu. Na starcie znalazło się siedmiu Amerykanów, ale Bruce McLaren z Nowej Zelandii okazał się najlepszy. Była to jego pierwsza wygrana i był on w tamtym czasie najmłodszym zwycięzcą Grand Prix. McLaren objął prowadzanie po tym jak w samochodzie Jacka Brabhama zabrakło paliwa. Brabham został zmuszony do przepchania swojego samochodu do linii mety, mimo tego został sklasyfikowany na czwartej pozycji i zdobył tytuł mistrza świata kierowców, a jego zespołowi zapewnił pierwszy tytuł mistrza świata konstruktorów. Mimo tego, że wyścig był bardzo emocjonujący, organizatorzy uznali go za nieudany.

### Riverside
Ulman przeniósł wyścig na tor Riverside International Raceway w Riverside w Kalifornii w 1960 r. Wyścig na prywatnym Lotusie, wygrał Stirling Moss, który startował z pole position. Eliminacja podobnie jak w Sebring nie została dobrze odebrana.

### Watkins Glen
W sezonie 1961 Grand Prix Stanów Zjednoczonych zawitało w Watkins Glen w stanie Nowy Jork. Wyścig był fascynujący i przez najbliższe dwadzieścia lat przyciągał tłumy kibiców, którzy zbierali się na wzgórzach w północnej części stanu. Była to wtedy jedna z najbardziej popularnych eliminacji sezonu wśród kierowców i stajni. Trzykrotnie, w latach 1965, 1970 i 1972 Grand Prix otrzymywało nagrodę za najlepszą organizację.

### Dallas, Phoenix
Gdy z kalendarza, po zaledwie dwóch latach organizowania, usunięto Grand Prix Las Vegas, pojawiły się plany zorganizowania Grand Prix Nowego Jorku w 1983 r., ale ostatecznie zrezygnowano z nich. Wyścig w Long Beach został usunięty z kalendarza rok później, a wyścig na torze w Detroit został zastąpiony w sezonie 1984 przez eliminacje w Dallas, na terenie kompleksu Fair Park. Gdy eliminacji okazała się klapą, Stany Zjednoczone miały do dyspozycji tylko tor w Detroit. 5 lat później, Formuła 1 powróciła na tor uliczny w Phoenix. Przez trzy lata obecności w kalendarzu F1, eliminacja w Phoenix nie odniosła większego sukcesu, a po jej usunięciu po sezonie 1991 zrezygnowano z organizacji Grand Prix.

### Indianapolis

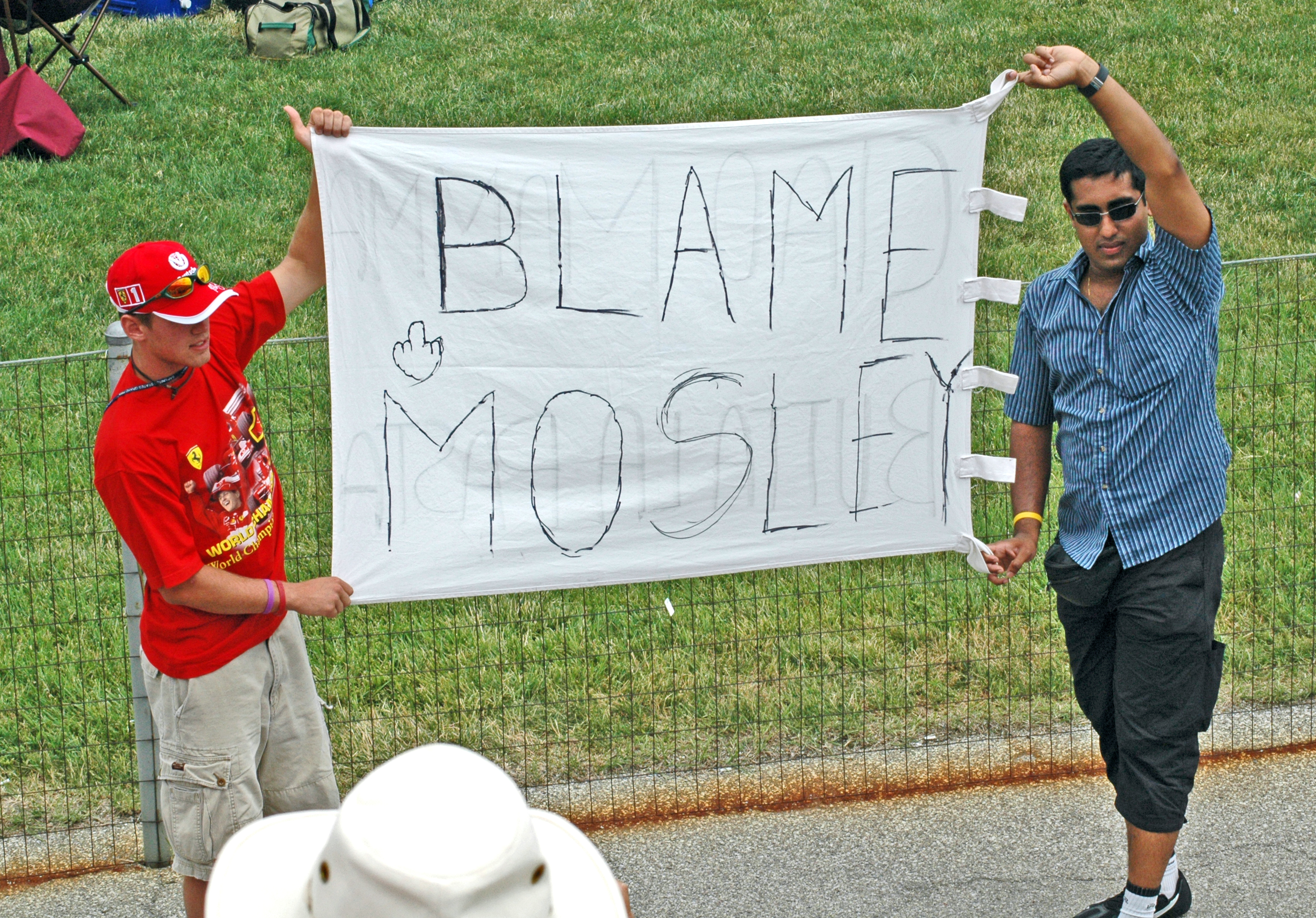
Kibice niezadowoleni z wyścigu w sezonie 2005

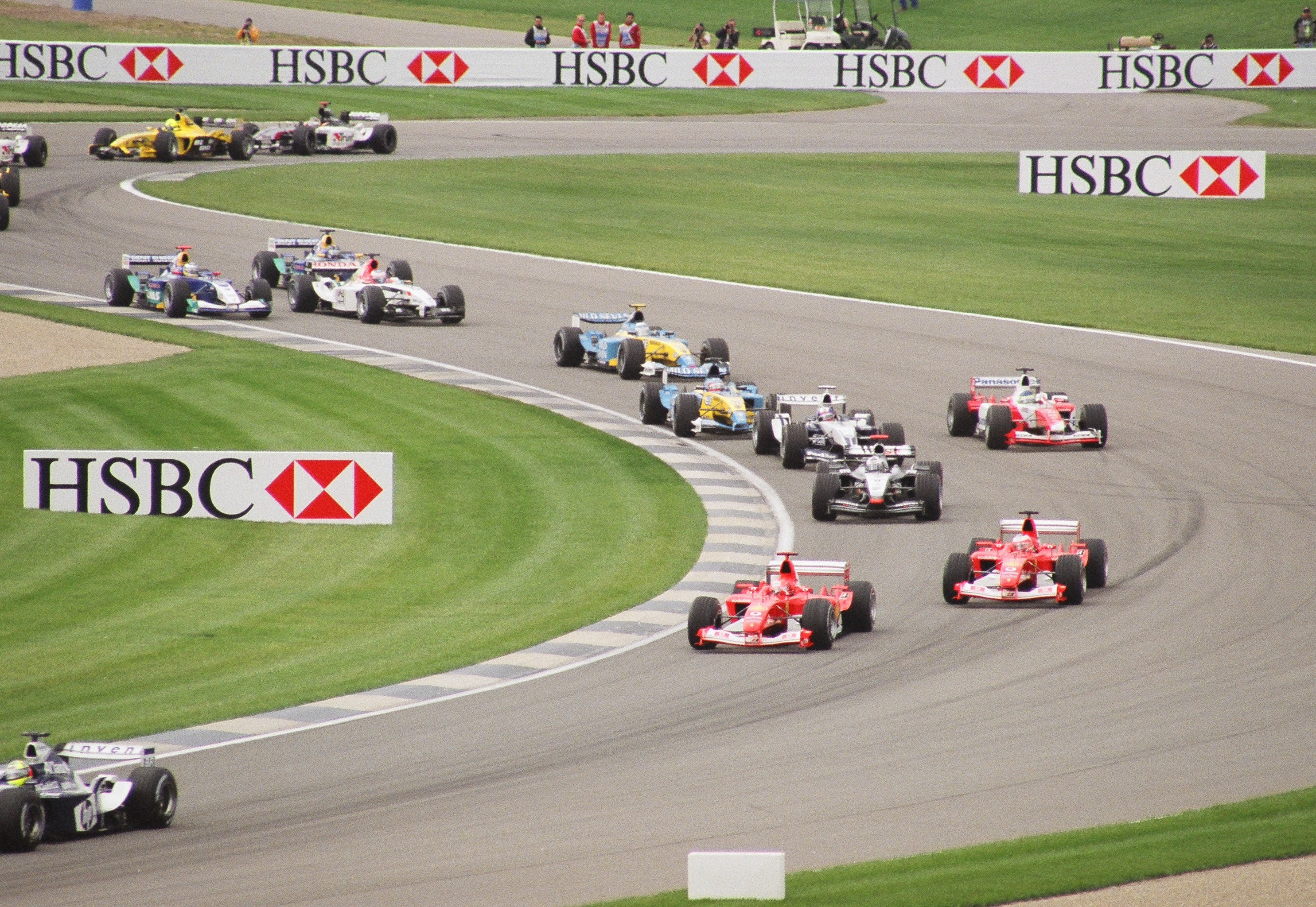
Tor Indianapolis Motor Speedway

W sezonie 2000 odbyło się kolejne Grand Prix Stanów Zjednoczonych, tym razem na legendarnym torze Indianapolis Motor Speedway. Wyścigu nie zorganizowano jednak na standardowej, owalnej konfiguracji toru. Na potrzeby Formuły 1 wewnątrz owalu wybudowano dodatkowy tor, dzięki temu składa się on obecnie z trzynastu zakrętów (czterech w prawo i dziewięciu w lewo). W przeciwieństwie do większości amerykańskich serii wyścigowych (np. NASCAR) kierowcy F1 jeżdżą na torze zgodnie z wskazówkami zegara. Na trybunach w 2000 r. zasiadło 225 tys. kibiców – w owym czasie była to rekordowa liczba. Zwycięstwo Michaela Schumachera było drugim z czterech do końca sezonu, dzięki nim wyprzedził w klasyfikacji Mikę Häkkinena i zdobył swój trzeci tytuł mistrza świata kierowców.
W sezonie 2001 wyścig odbył się zaledwie trzy tygodnie po wydarzeniach z 11 września i wielu kierowców uczciło pamięć ofiar specjalnymi malowaniami samochodów i kasków. Mika Häkkinen odniósł ostatnie zwycięstwo w karierze.
Wyścig w sezonie 2002 zdominował ponownie Michael Schumacher, który na ostatnim okrążeniu zwolnił i przeliczył się wjeżdżając na metę równo z Rubensem Barrichello, kolegą z zespołu Ferrari. Ostatecznie musiał zadowolić się drugą pozycją, tracąc do Brazylijczyka 0,011 sek.
Rok później Schumacher nie popełnił takiego błędu i odniósł ważne zwycięstwo w walce o tytuł. W dużym stopniu przyczyniły się do tego opady deszczu, które faworyzowały kierowców z oponami Bridgestone. W sezonie 2004 wyścig przeniesiono na lato i odbywał się on w tydzień po wyścigu w sąsiedniej Kanadzie, a kolejne zwycięstwo odnotował Schumacher.
Najłatwiejsze zwycięstwo Schumachera na tym torze w sezonie 2005 było spowodowane problemami 7 stajni jeżdżących na oponach Michelin. W rezultacie na starcie do wyścigu stawiło się tylko sześciu kierowców: Michael Schumacher i Rubens Barrichello z Ferrari, Tiago Monteiro i Narain Karthikeyan z Jordana oraz Christijan Albers i Patrick Friesacher z Minardi. Wyścig uznano za farsę, a wielu komentatorów uważało, że Formuła 1 może już nie powrócić do Stanów Zjednoczonych.
W sezonie 2006 kolejne zwycięstwo Schumachera oraz drugie miejsce Felipe Massy urealniły szansę Ferrari na wywalczenie tytułów, po początkowej dominacji Renault w tamtym sezonie.
W sezonie 2007 miała miejsce ostatnia przed pięcioletnią przerwą wizyta Formuły 1 w USA. Na torze Indianapolis wygrał Lewis Hamilton. Nieobecny wówczas był Robert Kubica, którego nie dopuszczono do wyścigu po kraksie w Montrealu tydzień wcześniej.

### Austin
W sezonie 2012 Grand Prix Stanów Zjednoczonych wróciło do kalendarza Formuły 1, po pięciu latach przerwy. Grand Prix odbyła się 18 listopada na torze w Austin. Na Circuit of the Americas zwyciężył Lewis Hamilton, tym samym odnosząc drugie z rzędu zwycięstwo w Stanach Zjednoczonych.

## Zwycięzcy Grand Prix Stanów Zjednoczonych
| Sezon       | Kierowca           | Konstruktor                | Tor              |                  |
| ----------- | ------------------ | -------------------------- | ---------------- | ---------------- |
| 2024        | Charles Leclerc    | Ferrari                    | Austin           | Wyniki           |
| 2023        | Max Verstappen     | Red Bull Racing-Honda RBPT | Austin           | Wyniki           |
| 2022        | Max Verstappen     | Red Bull Racing-RBPT       | Austin           | Wyniki           |
| 2021        | Max Verstappen     | Red Bull Racing-Honda      | Austin           | Wyniki           |
| 2020        | Nie organizowano   | Nie organizowano           | Nie organizowano | Nie organizowano |
| 2019        | Valtteri Bottas    | Mercedes                   | Austin           | Wyniki           |
| 2018        | Kimi Räikkönen     | Ferrari                    | Austin           | Wyniki           |
| 2017        | Lewis Hamilton     | Mercedes                   | Austin           | Wyniki           |
| 2016        | Lewis Hamilton     | Mercedes                   | Austin           | Wyniki           |
| 2015        | Lewis Hamilton     | Mercedes                   | Austin           | Wyniki           |
| 2014        | Lewis Hamilton     | Mercedes                   | Austin           | Wyniki           |
| 2013        | Sebastian Vettel   | Red Bull Racing-Renault    | Austin           | Wyniki           |
| 2012        | Lewis Hamilton     | McLaren-Mercedes           | Austin           | Wyniki           |
| 2011 – 2008 | Nie organizowano   | Nie organizowano           | Nie organizowano | Nie organizowano |
| 2007        | Lewis Hamilton     | McLaren-Mercedes           | Indianapolis     | Wyniki           |
| 2006        | Michael Schumacher | Ferrari                    | Indianapolis     | Wyniki           |
| 2005        | Michael Schumacher | Ferrari                    | Indianapolis     | Wyniki           |
| 2004        | Michael Schumacher | Ferrari                    | Indianapolis     | Wyniki           |
| 2003        | Michael Schumacher | Ferrari                    | Indianapolis     | Wyniki           |
| 2002        | Rubens Barrichello | Ferrari                    | Indianapolis     | Wyniki           |
| 2001        | Mika Häkkinen      | McLaren-Mercedes           | Indianapolis     | Wyniki           |
| 2000        | Michael Schumacher | Ferrari                    | Indianapolis     | Wyniki           |
| 1999 – 1992 | Nie organizowano   | Nie organizowano           | Nie organizowano | Nie organizowano |
| 1991        | Ayrton Senna       | McLaren-Honda              | Phoenix          | Wyniki           |
| 1990        | Ayrton Senna       | McLaren-Honda              | Phoenix          | Wyniki           |
| 1989        | Alain Prost        | McLaren-Honda              | Phoenix          | Wyniki           |
| 1988 – 1981 | Nie organizowano   | Nie organizowano           | Nie organizowano | Nie organizowano |
| 1980        | Alan Jones         | Williams-Ford              | Watkins Glen     | Wyniki           |
| 1979        | Gilles Villeneuve  | Ferrari                    | Watkins Glen     | Wyniki           |
| 1978        | Carlos Reutemann   | Ferrari                    | Watkins Glen     | Wyniki           |
| 1977        | James Hunt         | McLaren-Ford               | Watkins Glen     | Wyniki           |
| 1976        | James Hunt         | McLaren-Ford               | Watkins Glen     | Wyniki           |
| 1975        | Niki Lauda         | Ferrari                    | Watkins Glen     | Wyniki           |
| 1974        | Carlos Reutemann   | Brabham-Ford               | Watkins Glen     | Wyniki           |
| 1973        | Ronnie Peterson    | Lotus-Ford                 | Watkins Glen     | Wyniki           |
| 1972        | Jackie Stewart     | Tyrrell-Ford               | Watkins Glen     | Wyniki           |
| 1971        | François Cevert    | Tyrrell-Ford               | Watkins Glen     | Wyniki           |
| 1970        | Emerson Fittipaldi | Lotus-Ford                 | Watkins Glen     | Wyniki           |
| 1969        | Jochen Rindt       | Lotus-Ford                 | Watkins Glen     | Wyniki           |
| 1968        | Jackie Stewart     | Matra-Ford                 | Watkins Glen     | Wyniki           |
| 1967        | Jim Clark          | Lotus-Ford                 | Watkins Glen     | Wyniki           |
| 1966        | Jim Clark          | Lotus-BRM                  | Watkins Glen     | Wyniki           |
| 1965        | Graham Hill        | BRM                        | Watkins Glen     | Wyniki           |
| 1964        | Graham Hill        | BRM                        | Watkins Glen     | Wyniki           |
| 1963        | Graham Hill        | BRM                        | Watkins Glen     | Wyniki           |
| 1962        | Jim Clark          | Lotus-Climax               | Watkins Glen     | Wyniki           |
| 1961        | Innes Ireland      | Lotus-Climax               | Watkins Glen     | Wyniki           |
| 1960        | Stirling Moss      | Lotus-Climax               | Riverside        | Wyniki           |
| 1959        | Bruce McLaren      | Cooper-Climax              | Sebring          | Wyniki           |

Liczba zwycięstw (kierowcy)
- 6 – Lewis Hamilton
- 5 – Michael Schumacher
- 3 – Jim Clark, Graham Hill, Max Verstappen
- 2 – James Hunt, Carlos Reutemann, Ayrton Senna, Jackie Stewart
- 1 – Rubens Barrichello, Valtteri Bottas, François Cevert, Emerson Fittipaldi, Mika Häkkinen, Innes Ireland, Alan Jones, Niki Lauda, Charles Leclerc, Bruce McLaren, Stirling Moss, Ronnie Peterson, Alain Prost, Kimi Räikkönen, Jochen Rindt, Sebastian Vettel, Gilles Villeneuve

Liczba zwycięstw (konstruktorzy)
- 11 – Ferrari
- 8 – Lotus, McLaren
- 5 – Mercedes
- 4 – Red Bull
- 3 – BRM
- 2 – Tyrrell
- 1 – Brabham, Cooper, Matra, Williams

Liczba zwycięstw (producenci silników)
- 11 – Ferrari, Ford
- 8 – Mercedes
- 4 – BRM, Climax, Honda
- 1 – Honda RBPT, RBPT, Renault

## Zwycięzcy Grand Prix Stanów Zjednoczonych poza Formułą 1
| Sezon       | Kierowca                   | Konstruktor      | Tor              |                  |
| ----------- | -------------------------- | ---------------- | ---------------- | ---------------- |
| 1958        | Chuck Daigh                | Scarab-Chevrolet | Riverside        | Wyniki           |
| 1957 – 1917 | Nie organizowano           | Nie organizowano | Nie organizowano | Nie organizowano |
| 1916        | Howdy Wilcox Johnny Aitken | Peugeot          | Santa Monica     | Wyniki           |
| 1915        | Dario Resta                | Peugeot          | San Francisco    | Wyniki           |
| 1914        | Eddie Pullen               | Mercer           | Santa Monica     | Wyniki           |
| 1913        | Nie organizowano           | Nie organizowano | Nie organizowano | Nie organizowano |
| 1912        | Caleb Bragg                | Fiat             | Milwaukee        | Wyniki           |
| 1911        | David Bruce-Brown          | Fiat             | Savannah         | Wyniki           |
| 1910        | David Bruce-Brown          | Benz             | Savannah         | Wyniki           |
| 1909        | Nie organizowano           | Nie organizowano | Nie organizowano | Nie organizowano |
| 1908        | Louis Wagner               | Fiat             | Savannah         | Wyniki           |